# 송우현
송우현(宋祐泫, 1996년 12월 27일 ~ )은 KBO 리그 파주 챌린저스의 외야수이다. 그의 아버지는 전 KBO 리그 한화 이글스의 투수인 송진우, 그의 형은 전 KBO 리그 한화 이글스의 외야수인 송우석, 외사촌은 KBO 리그 LG 트윈스 투수인 이우찬이다.

## 아마추어 시절
왜소한 체격에도 불구하고 북일고등학교의 4번 타자로 활동했으며, 득점권에서 강한 모습을 보였다. 고교 최고의 컨택터로 스타 선수의 아들임에도 불구하고 야구에 대한 절실함이 가득하며 악바리 근성, 노력, 끈기가 뛰어나다는 평가를 받았다.

## 한국 프로야구 시절

### 넥센 히어로즈시절
고교 시절에는 투수, 1루수, 외야수 등 다양한 포지션에서 활약했지만 프로 입단 후 빠른 발과 강한 어깨를 살리기 위해 외야수로 전향했다. 팀에서는 송성문과 함께 팀의 미래로 분류돼 차기 주축 선수로 활약할 능력을 갖춘 선수로 평가받았다. 2017년 시즌 후 경찰 야구단에 지원해 합격했다.

### 경찰 야구단시절
2018년에 입단하였다.

### 키움 히어로즈시절
2019년에 복귀하였다. 2020년 7월 21일 두산전에서 데뷔 첫 경기를 치렀고, 경기에서 2타수 무안타를 기록했다. 이후 음주운전으로 인해 방출됐다.

## 호주 프로야구 시절
2019년에 질롱 코리아에 입단하였다.

## 한국 독립야구 시절

### 고양 위너스시절
2022년에 입단하였다.

### 파주 챌린저스시절
2023년에 입단하였다.

## 출신 학교
- 대전신흥초등학교
- 온양중학교
- 천안북일고등학교

## 통산 기록
| 연도 | 팀명  | 타율  | 경기 | 타수 | 득점 | 안타 | 2루타 | 3루타 | 홈런 | 루타 | 타점 | 도루 | 도실 | 볼넷 | 사구 | 삼진 | 병살 | 실책 |
| ---- | ----- | ----- | ---- | ---- | ---- | ---- | ----- | ----- | ---- | ---- | ---- | ---- | ---- | ---- | ---- | ---- | ---- | ---- |
| 2020 | 키움  | 0.000 | 14   | 12   | 3    | 0    | 0     | 0     | 0    | 0    | 0    | 0    | 0    | 2    | 1    | 4    | 0    | 0    |
| 2021 | 키움  | 0.296 | 69   | 250  | 34   | 74   | 17    | 2     | 3    | 104  | 42   | 1    | 1    | 28   | 2    | 49   | 4    | 1    |
| 통산 | 2시즌 | 0.282 | 83   | 262  | 37   | 74   | 17    | 2     | 3    | 104  | 42   | 1    | 1    | 30   | 3    | 53   | 4    | 1    |